# (3009) Coventry
(3009) Coventry (1973 SM2) – planetoida z grupy pasa głównego asteroid okrążająca Słońce w ciągu 3,26 lat w średniej odległości 2,2 j.a. Odkryta 22 września 1973 roku.